# Exokomeet

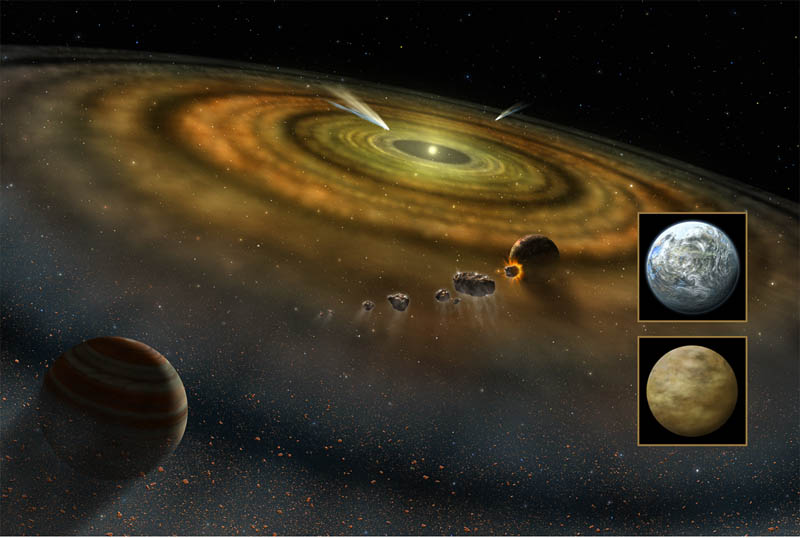
Exokometen en exoplaneten rond de ster Beta Pictoris, een jonge Type-A hoofdreeksster.

Een exokomeet, is een komeet buiten het Zonnestelsel, inclusief interstelliare kometen. De eerste exokomeet werd rond de ster Beta Pictoris, een jonge Type-A hoofdreeksster, gevonden in 1987. Inmiddels zijn er 10 bekend (7 januari 2013).
Astronomen gebruikten de 2,1-meter telescoop van het McDonald Observatory in Texas om de laatste zes kometen te vinden. De meest recent ontdekte exokometen zijn geassocieerd met de sterren 49 Ceti, 5 Vulpeculae, 2 Andromedae, HD 21620, HD 42111 en HD 110411 - in alle gevallen zijn dit jonge Type-A hoofdreekssterren.